# Liste des ambassadeurs de France en Prusse
La liste ci-dessous reprend les principaux émissaires français auprès des électeurs de Brandebourg (jusqu'en 1701), puis des rois de Prusse (jusqu'en 1870, date de création de l'Empire allemand).

## Liste des ambassadeurs
| De              | À    | Ambassadeur                                                 | Mission                                                      |
| --------------- | ---- | ----------------------------------------------------------- | ------------------------------------------------------------ |
| 1614            |      | Jean Hotman de Villiers                                     |                                                              |
| 1630            |      | L'Évêque de Scythie                                         | suffragant de Toul                                           |
| 1631            |      | Hercule, baron de Charnacé                                  |                                                              |
| 1633            |      | Claude des Salles, baron de Rorthey                         |                                                              |
| 1633            |      | Dubois                                                      | mission particulière                                         |
| 1648            |      | Comte de Montbas                                            | mission particulière                                         |
| 1651            |      | Antoine de Lumbres, seigneur d'Herbing                      |                                                              |
| 1657            |      | François Blondel des Croisettes et de Gallardon             | résident                                                     |
| 1657            |      | Antoine de Lumbres                                          | ministre plénipotentiaire                                    |
| 1657            |      | Brandt                                                      | sans caractère                                               |
| 1657            |      | Roger Akakia du Fresne                                      | sans caractère                                               |
| 1658            |      | Frischmann                                                  | sans caractère                                               |
| 1658            |      | Comte de Vagnée                                             | résident                                                     |
| 1659            |      | Frischmann                                                  | envoyé                                                       |
| 1660            |      | Charles Colbert, marquis de Croissy                         | envoyé                                                       |
| 1661            |      | Charles de Lionne, abbé de Lesseins                         | chargé d'une commission particulière                         |
| 1664            |      | Hugues de Lionne                                            | plénipotentiaire                                             |
| 1664            |      | Robert de Gravel                                            | plénipotentiaire                                             |
| 1664            |      | Dufresne                                                    | chargé d'une mission                                         |
| 1665            |      | Dumoulin                                                    | envoyé                                                       |
| 1666            |      | Charles Colbert, marquis de Croissy                         | envoyé extraordinaire                                        |
| 1667            |      | Guillaume Millet de Jeurs                                   | envoyé                                                       |
| 1669            |      | Marquis de Vaubrun                                          | envoyé                                                       |
| 1671            |      | Louis de Verjus                                             | plénipotentiaire, envoyé en 1673                             |
| 1671            |      | Mmarquis de Saint-Géran                                     | envoyé extraordinaire                                        |
| 1672            |      | André de Bétoulat, comte de La Vauguyon                     | plénipotentiaire                                             |
| 1678            |      | François de Pas de Feuquières, comte de Rebenac             | envoyé extraordinaire                                        |
| 1678            |      | d'Espence                                                   | plénipotentiaire                                             |
| 1679            |      | Simon Arnauld de Pomponne                                   | plénipotentiaire                                             |
| 1679            |      | François de Pas de Feuquières, comte de Rebenac             | envoyé extraordinaire                                        |
| 1688            |      | Gravel de Marly                                             | envoyé extraordinaire                                        |
| 1698            |      | Pierre Puchot, marquis des Alleurs                          | envoyé extraordinaire jusqu'en 1701                          |
| 1709            |      | de La Sourdière                                             | envoyé                                                       |
| 1711            |      | de La Verne                                                 | envoyé                                                       |
| 1714            |      | Conrad-Alexandre, comte de Rottembourg                      | envoyé extraordinaire, envoyé en 1718 et 1726                |
| 1715            |      | Jean-Baptiste Colbert de Torcy                              | envoyé extraordinaire                                        |
| 1724            |      | Michel                                                      | chargé d'affaires                                            |
| 1729            |      | de la Ferté de Senecterre                                   | envoyé                                                       |
| 1730            |      | Ladvocat de Sauveterre                                      | chargé d’affaires                                            |
| 1732            |      | Marquis de La Chétardie                                     | ministre jusqu'en 1739                                       |
| 1736            |      | de Tourville                                                | chargé d'affaires en Prusse                                  |
| 1739            |      | Le Houx                                                     | chargé d’affaires à Berlin                                   |
| 1740            |      | Louis Guy Henri, marquis de Valori                          | ministre plénipotentiaire jusqu'en 1748                      |
| 1740            |      | Marquis de Beauveau                                         | envoyé extraordinaire, chargé d'une mission                  |
| 1741            |      | Maréchal de Belle-Isle                                      | plénipotentiaire avec le marquis de Valory                   |
| 1744            |      | Chevalier de Courtin                                        | chargé d'une mission                                         |
| 1748            |      | Abbé Alexandre-Joseph Loyse                                 | chargé d'affaires                                            |
| 1750            |      | Richard-François Talbot, comte de Tyrconnel                 | ministre plénipotentiaire                                    |
| 1752            |      | Bailli                                                      | chargé d'affaires                                            |
| 1752            |      | Chevalier de La Touche                                      | ministre plénipotentiaire                                    |
| 1756            |      | Louis-Jules Barbon Mancini-Mazarini, duc de Nivernais       | ministre plénipotentiaire                                    |
| 1756            |      | Marquis de Valori                                           | ministre plénipotentiaire                                    |
| 1769            |      | Adrien Louis de Bonnières, comte de Guines                  | ministre plénipotentiaire                                    |
| 1770            |      | Charles-Émile Gaulard de Sandray                            | chargé d'affaires                                            |
| 1773            |      | Marquis de Pons                                             | ministre plénipotentiaire, chargé d’affaires en 1775 et 1778 |
| 1774            |      | Chevalier de Gaussen                                        | chargé d’affaires, ministre plénipotentiaire en 1777 et 1782 |
| 1782            |      | Antoine-Joseph-Philippe, comte d'Esterno                    | ministre plénipotentiaire, chargé d’affaires en 1785 et 1788 |
| 1784            |      | M. de Falciola                                              | chargé d’affaires, ministre plénipotentiaire en 1787 et 1790 |
| 1790            |      | Éléonor, comte de Moustier                                  | ministre plénipotentiaire                                    |
| 1791            |      | de Ségur                                                    | avec une mission particulière                                |
| 1792            |      | Renaud-Philippe de Custine                                  | ministre plénipotentiaire                                    |
| An III          |      | Antoine-Bernard Caillard                                    | ministre plénipotentiaire                                    |
| An VI           |      | Emmanuel Joseph Sieyès (ex-conventionnel)                   | ministre plénipotentiaire                                    |
| An VII          |      | Louis-Guillaume Otto                                        | chargé d'affaires                                            |
| An VIII         |      | Général Duroc                                               | chargé d'une mission particulière                            |
| An VIII         |      | Général Pierre Riel de Beurnonville                         | ministre plénipotentiaire                                    |
| An X            |      | Édouard Bignon                                              | chargé d'affaires                                            |
| An XI           |      | Général Duroc                                               | chargé d'une mission particulière                            |
| An XI           |      | Antoine-René-Charles-Mathurin La Forest                     | envoyé extraordinaire et ministre plénipotentiaire           |
| Ans XIII et XIV |      | Général Duroc                                               | chargé d'une mission particulière                            |
| 1808            | 1813 | Antoine, comte de Saint-Marsan                              |                                                              |
| 1814            | 1816 | Charles, comte Riquet de Caraman                            |                                                              |
| 1816            | 1821 | Charles-François, marquis de Bonnay                         |                                                              |
| 1821            | 1822 | François-René, vicomte de Chateaubriand                     |                                                              |
| 1822            | 1824 | Maximilien Gérard de Rayneval                               |                                                              |
| 1824            | 1825 | Paul, chevalier de Bourgoing                                |                                                              |
| 1825            | 1828 | Louis Guignard, vicomte de Saint-Priest                     |                                                              |
| 1828            | 1831 | Hector-Philippe, comte d'Agoult                             |                                                              |
| 1831            | 1831 | Charles Henri, comte de Verhuel                             |                                                              |
| 1831            | 1831 | Auguste Charles Joseph, comte de Flahault de la Billarderie |                                                              |
| 1831            | 1843 | Charles-Joseph, comte Bresson                               |                                                              |
| 1843            | 1849 | Napoléon-Hector Soult, marquis de Dalmatie                  |                                                              |
| 1849            | 1849 | Jean-Gilbert Victor Fialin, duc de Persigny                 |                                                              |
| 1849            | 1850 | Emmanuel Arago                                              |                                                              |
| 1850            | 1851 | Alexandre, comte de Lurde                                   |                                                              |
| 1851            | 1853 | Armand Lefebvre                                             |                                                              |
| 1853            | 1853 | Édouard Burignot, baron de Varennes                         |                                                              |
| 1853            | 1859 | Léonel, marquis de Moustier                                 |                                                              |
| 1859            | 1862 | Henri, prince de la Tour d'Auvergne-Lauraguais              |                                                              |
| 1863            | 1864 | Charles de Talleyrand-Périgord                              |                                                              |
| 1864            | 1870 | Vincent Benedetti                                           |                                                              |